# ألوان الزي الاحتياطي
ألوان الزي الاحتياطي أو ألوان الطريق هي خيارات من الملابس الملونة المستخدمة في الرياضات الجماعية. تُلزم الفرق بارتدائها في المباريات التي يكون فيها الفريقان مرتديان ألوانًا متشابهة. يهدف هذا التغيير إلى منع الالتباس بين الحكام والرياضيين والجماهير. في معظم الرياضات، يتعين على الفريق الزائر ارتداء هذه الأطقم.
في العديد من البطولات الرياضية، يرتدي الفريق زيه الزائر فقط عندما يتعارض زيه الأساسي مع ألوان الفريق المضيف، بينما قد تفرض بطولات أخرى على الفرق الزائرة ارتداء أطقم بديلة دائمًا بغض النظر عن وجود تعارض في الألوان. ينطبق هذا بشكل خاص على الرياضات في أمريكا الشمالية، حيث تكون المباريات التي يرتدي فيها الفريقان ألوانًا متباينة (مثل الأزرق مقابل الأحمر) نادرة. تم الحد من هذه المباريات في عصر التلفزيون الأبيض والأسود. في رياضات مثل كرة القدم الأمريكية والهوكي الوطني، تكون معظم الأزياء الزائرة بيضاء، بينما في البيسبول، يرتدي الفريق الزائر عادةً اللون الرمادي. أما في الرابطة الوطنية لكرة السلة وكرة السلة الجامعية، ترتدي الفرق المضيفة اللون الأبيض أو الأصفر، بينما يرتدي الزائرون الألوان الداكنة.
قد تُتاح للفرق المضيفة في بعض البطولات الرياضية فرصة ارتداء ألوان الفرق الزائرة خلال بعض المباريات على أرضها، وعندها يجب على الفريق الزائر ارتداء الزي المقابل (إذا كان ذلك مناسبًا). في بعض الأندية، يصبح الطقم الزائر أكثر شعبية من النسخة الأساسية. تكون أطقم الفرق (المضيف والزائر) عادةً متوفرة للجماهير للشراء. بعض الفرق تنتج أيضًا أطقمًا ثالثة.
في العديد من الرياضات، يكون التباين في الألوان مطلوبًا فقط للملابس العلوية، مما يسمح بأن تكون سراويل أو شورتات الفريق المضيف والزائر بنفس اللون. وعلى العكس، في كرة القدم الأسترالية، يرتدي الفريق المضيف شورتات داكنة، بينما يرتدي الفريق الزائر شورتات بيضاء.

## كرة القدم الأمريكية

### الدوري الوطني لكرة القدم الأمريكية
في الدوري الوطني لكرة القدم الأمريكية (NFL)، غالبًا ما يرتدي معظم الفرق ألوان فريقهم الرسمية في المباريات المقامة على أرضهم، بينما يرتدي الفريق الزائر عادةً اللون الأبيض. اكتسبت الأزياء البيضاء شهرة في عصر التلفزيون في الخمسينيات. كان من الأسهل متابعة المباريات ذات اللون الأبيض مقابل اللون الملون في عصر التلفزيون بالأبيض والأسود.
تتطلب قواعد الدوري الحالية أن تكون الأزياء الأساسية للفريق المضيف "بيضاء أو اللون الرسمي للفريق" طوال الموسم، "ويجب أن يرتدي النادي الزائر عكس ذلك". إذا أصر فريق على ارتداء زي المضيف أثناء المباريات خارج أرضه، يجب أن يقرر المفوض ما إذا كانت أزياؤهم "ذات تباين كافٍ" مع أزياء منافسيهم. قد يرتدي الفريق الزائر بدلاً من ذلك الزي الثالث، مثل الزي "الرمادي" لفريق سياتل سيهوكس.

#### الأبيض في المباريات المنزلية، والألوان في المباريات الخارجية
ارتدى فريق كلفلاند براونز اللون الأبيض في كل مباراة منزلية خلال موسم 1955. وكانت المرات الوحيدة التي ارتدوا فيها اللون البني هي عندما لعبوا في فيلادلفيا ونيويورك، حيث اختار فريقا الطيور والعمالقة ارتداء اللون الأبيض.
في عام 1964، ارتدت فرق بالتمور كولتس وكلفلاند براونز ومينيسوتا فايكنغز ولوس أنجيليس رامز اللون الأبيض بانتظام في المباريات المنزلية. كما ارتدى فريق سانت لويس كاردينالز اللون الأبيض في عدة مباريات منزلية. بينما عاد معظم الفرق إلى ارتداء الزي الملون في العام التالي، استمر فريقا رامز وبراونز في ارتداء الأبيض حتى السبعينات.
حتى عام 1964، كان دالاس كاوبويز يرتدي اللون الأزرق في المباريات المنزلية، ولكن لم يكن هناك قاعدة رسمية تلزم الفرق بارتداء ألوانها الرسمية في المباريات المنزلية. تم إدخال استخدام القمصان البيضاء من قبل المدير العام (GM) تكس شرام، الذي أراد أن يرى المشجعون تنوع ألوان قمصان الفرق المنافسة في المباريات المنزلية وما زال يستمر في ذلك اليوم.
كما تم ارتداء اللون الأبيض بانتظام في المباريات المنزلية من قبل فرق ميامي دولفينز، وواشنطن ريدسكينس، والعديد من فرق NFL الأخرى. الفرق في المدن ذات المناخات الحارة غالبًا ما تختار ارتداء قمصان بيضاء في المباريات المنزلية خلال النصف الأول من الموسم، لأن الألوان الفاتحة تمتص وتحتفظ بالحرارة بشكل أقل في ضوء الشمس – وبناءً على ذلك، عادة ما تستخدم الفرق قمصانها الملونة في المباريات المنزلية في الليل. كل فريق في NFL الحالي قد ارتدى اللون الأبيض في المنزل في وقت ما من تاريخه. لم يرتدِ سياتل سيهوكس اللون الأبيض في المباريات المنزلية حتى مباراتهم الافتتاحية على أرضهم ضد كارولينا بانثرز في 2023.
خلال فترة نجاح المدرب جو جيبز، اختار فريق واشنطن ارتداء القمصان البيضاء حصريًا في المباريات المنزلية في الثمانينيات والتسعينيات، بما في ذلك مباراة البطولة في NFC لعام 1982 ضد دالاس كاوبويز. منذ عام 2001، اختاروا ارتداء القمصان البيضاء والقرمزية بالتساوي في المباريات المنزلية، ولكنهم لا يزالون يرتدون البيضاء ضد كاوبويز. عندما عاد جيبز في الفترة من 2004 إلى 2007، ارتدوا القمصان البيضاء حصريًا في المباريات المنزلية. في 2007، ارتدوا قميصًا أبيض كلاسيكي.
يتم اعتبار قميص دالاس كاوبويز الأزرق على أنه "ملعون" بسبب الهزائم في سوبر بول V في 1971 (عندما تم تعيينهم لارتداء القمصان الزرقاء كفريق "المنزل" المحدد)، وفي دور الـ 8 في البلاي أوف لعام 1968 في كليفلاند، دون ميريديث، آخر مباراة له كلاعب في كاوبويز. كان أول انتصار لدالاس في السوبر بول وهم يرتدون القمصان الزرقاء في نهاية بطولة NFC 1978 في لوس أنجلوس رامز.
تم تغيير قواعد السوبر بول لاحقًا للسماح للفريق "المنزلي" المختار باختيار قميصه. الابيض تم اختياره من قبل كاوبويز XXVII، فريق واشنطن XVII، بيتسبورغ ستيلرز XL، دنفر برونكوز 50، نيوإنغلاند بيتريوتس LII، تامبا باي بوكانيرز LV). الفرق الثلاثة الأخيرة عادة ما ترتدي الألوان في المباريات المنزلية، ولكن فريق بيتسبورغ ارتدى الأبيض في ثلاثة انتصارات في البلاي أوف خارج الديار، بينما استشهد فريق دنفر بنجاحه السابق في السوبر بول في القمصان البيضاء (XXXIII)، بينما كان 0-4 في سوبر بول عند ارتداء اللون البرتقالي.
في بعض الأحيان، تقوم الفرق التي تلعب ضد دالاس على أرضها بارتداء قمصانها البيضاء في محاولة لاستحضار "اللعنة"، كما حدث عندما استضاف فريق فيلادلفيا إيجلز كاوبويز في مباراة بطولة NFC 1980. فرق مثل سانت لويس كاردينالز ونيويورك جاينتس اتبعت هذا المسار في الثمانينيات، وكذلك كارولاينا بانثرز من 1995 حتى 2006، بما في ذلك مباراتين في البلاي أوف. وفعل هيوستون تكسانز نفس الشيء في 2002، حيث هزموا دالاس في مباراتهم الأولى في الموسم العادي. في الآونة الأخيرة، حاول كل من فريق نيوإنغلاند بيتريوتس وسينت لويس رامز فعل نفس التكتيك.
قال تيكس شرام، مبتكر القمصان البيضاء في الدوري الوطني لكرة القدم الأمريكي (NFL) في دالاس، إنه لا يؤمن باللعنة.
ابتداءً من موسم 2014-15، بدأ فريق بانثرز، الذي مثل العديد من الفرق التي عادة ما تتحول من القمصان البيضاء إلى الألوان في أكتوبر أو نوفمبر، في ارتداء القمصان البيضاء في المباريات البيتية خلال الأدوار الإقصائية بغض النظر عن منافسيهم؛ لم يفز الفريق أبداً في مباراة إقصائية أثناء ارتدائه للقمصان الملونة، بما في ذلك في السوبر بول 50، عندما اختار فريق برونكوس (الذي كان الفريق المستضيف) ارتداء القمصان البيضاء.

## الدوريات الأخرى
تم استخدام القمصان الملونة في دوري كرة القدم العالمي (WFL) خلال فترة وجوده القصيرة في 1974-1975، حيث كان الفريق المنزلي يرتدي القمصان البيضاء، وأيضًا يجب على الفرق في كرة القدم الجامعية تصميم زي الفريق الزائر بناءً على القميص الأبيض.
قوانين الاتحاد الوطني لهيئات المدارس الثانوية، التي يتم اتباعها في كل ولاية من ولايات كرة قدم المدرسة الثانوية باستثناء تكساس، تتطلب من الفريق الزائر ارتداء القميص الأبيض بينما يرتدي الفريق المنزلي القميص الداكن. ورابطة المدارس الثانوية في تكساس، التي تدير المدارس العامة في تكساس، تتبع قوانين كرة القدم التي تسمح بارتداء القمصان البيضاء من الفريق المنزلي مع إشعار مسبق للفريق الزائر.

## الاتحاد الدولي لكرة القدم

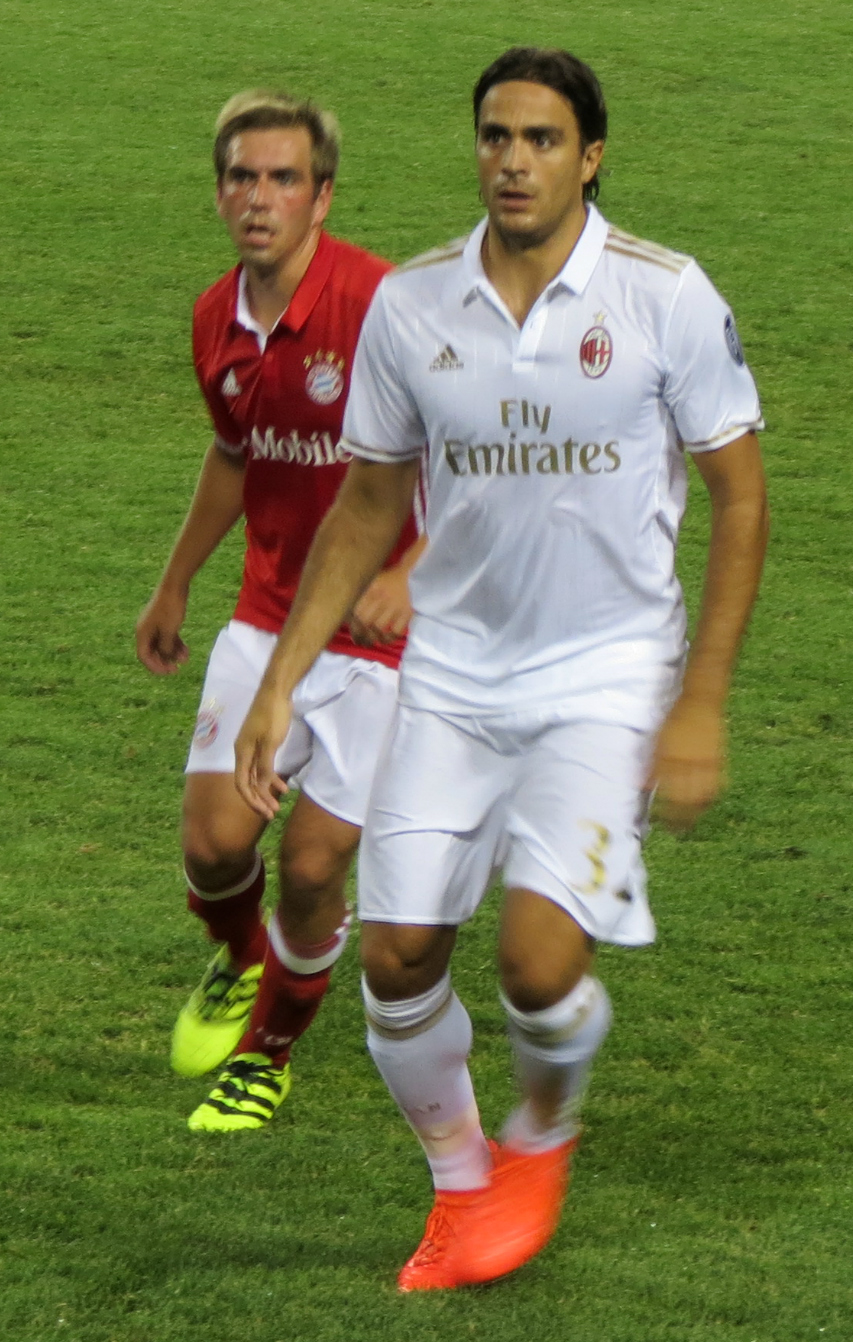
أليساندرو ماتري في الزي الأبيض للفريق الضيف في أي سي ميلان ضد بايرن ميونيخ في 2016

في حين أن زي الفريق الأساسي نادراً ما يخضع لتغييرات كبيرة، فإن الألوان الثانية تميل إلى التغيير مع مرور الوقت وأحيانًا وفقًا للبطولات. بعض الاحيان يعتبر الزي الضيف هو تعديل لألوان الفريق الأساسي (على سبيل المثال، عكس الألوان الأساسية والثانوية)، بينما يكون زي الضيف في بعض الأحيان مختلفًا بشكل كبير عن زي الفريق الأساسي.
تختار بعض الأندية أو المنتخبات ارتداء ألوانها الضيفية حتى عندما لا يكون ذلك مطلوبًا بسبب تعارض الألوان، أو عندما تكون هي الفريق المنزلي وبالتالي لها الأولوية في اختيار اللون. في بعض الأحيان، قد يرتدي المنتخب الوطني الإنجليزي القميص الأحمر في المباريات الخارجية، حيث ارتدى الفريق الأحمر عند فوزه بكأس العالم 1966. أي سي ميلان اختار ارتداء اللون الأبيض بالكامل في نهائي دوري أبطال أوروبا 2007 حيث اعتبروا أن ذلك هو "القميص المحظوظ".
في بعض المباريات الحاسمة في البطولات، قد يغير الفريق زيّه من الضيفي إلى زيّه المنزلي بعد الفوز بالبطولة – أبرز مثال لذلك هو عندما فاز المنتخب الإسباني في نهائي كأس العالم 2010، حيث غيروا من القميص الأزرق الداكن إلى الأحمر لرفع الكأس.
في بعض الحالات، تم إجبار كلا الفريقين على ارتداء أطقمهم الثانية، كما حدث في بعض مباريات كأس العالم (انظر القسم أدناه). في دوري أبطال أوروبا 1998-1999، اضطر فريق مانشستر يونايتد لارتداء ألوانه الاحتياطية في مباراتين من دور المجموعات ضد فريق برشلونة، ليس فقط في ملعب كامب نو ولكن أيضًا في ملعب أولد ترافورد بسبب حكم من الاتحاد الأوروبي لكرة القدم ينص على أنه في حال حدوث تعارض في الألوان، يجب على الفريق المضيف تغيير ألوانه.

### التاريخ في كرة القدم الأوروبية

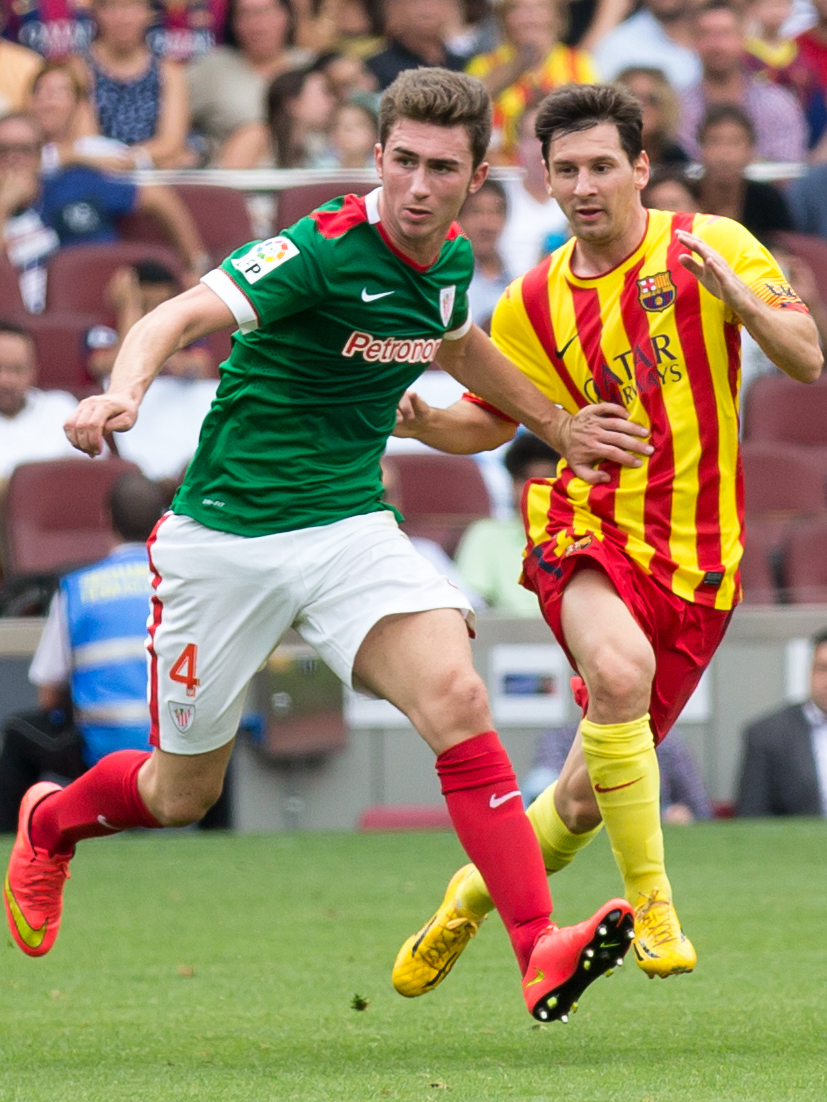
إيميرك لابورت من أثلتيك بلباو (يسار) وليونيل ميسي من نادي برشلونة يلعبان في أطقم بديلة بألوان العلم الإقليمي بلاد البشكنش وكتالونيا (2014) – أطقمهم المعتادة لا تتعارض

في إنجلترا عام 1890، قرر دوري كرة القدم الإنجليزي، الذي تأسس قبل عامين، أنه لا يمكن لأي فريقين مسجلين أن يرتديا ألوانًا مشابهة، وذلك لتجنب التعارض. تم التخلي عن هذا القرار لاحقًا لصالح قاعدة تنص على أنه يجب أن يكون لدى جميع الفرق مجموعة ثانية من القمصان بلون مختلف متاحة. في البداية كان يُطلب من الفريق المضيف تغيير ألوانه في حالة حدوث تعارض، لكن في عام 1921 تم تعديل القاعدة لتتطلب من الفريق الزائر التغيير.
في عام 1927، قرر الاتحاد الإسكتلندي لكرة القدم حلًا مختلفًا، حيث ارتدى الفريق المضيف سراويل بيضاء والفريق الزائر سراويل سوداء، ولكن تم إلغاء هذه القاعدة في عام 1929.
من المعتاد أن تحدد المسابقات الفردية أنه يجب على جميع اللاعبين في الفريق ارتداء نفس الألوان، على الرغم من أن القانون ينص فقط على "يجب أن يرتدي الفريقان ألوانًا تميزهما عن بعضهما وعن حكام المباراة". في حالة حدوث تعارض في الألوان، يجب على الفريق الزائر التغيير إلى لون مختلف.
غالبًا ما كانت الأطقم الاحتياطية تُرتدى من قبل كلا الفريقين في مباريات كأس الاتحاد الإنجليزي. حتى موسم 1989-1990، كانت قواعد المسابقة تنص على: "حيث تتشابه ألوان الناديين المتنافسين، يجب على كلا الناديين التغيير ما لم يتم الاتفاق على ترتيبات بديلة بين الأندية المتنافسة". في بعض الأحيان كان على الأندية العثور على أطقم ثالثة للاعبيها. العديد من نهائيات كأس الاتحاد الإنجليزي كانت تُلعب بموجب هذه القواعد، وكان آخرها نهائي 1982 وإعادة المباراة له. في المسابقات الأوروبية، كان نهائي كأس أوروبا 1968 يُلعب بموجب قواعد مشابهة.
تظل القواعد القديمة لكأس الاتحاد الإنجليزي، التي تحتوي على نفس الصياغة تقريبًا، مستخدمة في نصف النهائي والنهائيات من قبل العديد من اتحادات كرة القدم المحلية والإقليمية في إنجلترا.

### كأس العالم لكرة القدم

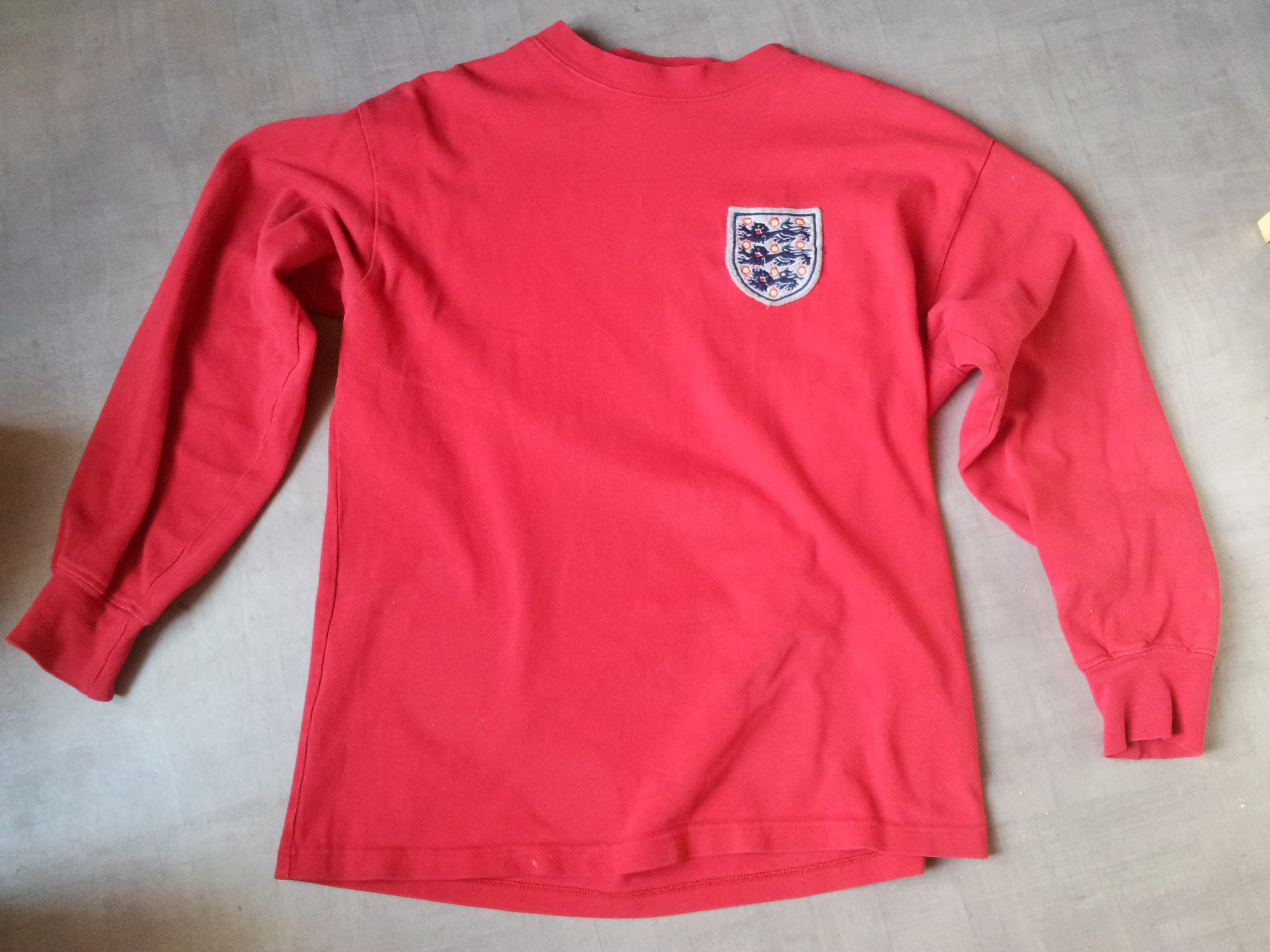
قميص المنتخب الإنجليزي البديل الذي ارتداه في نهائي كأس العالم 1966

فازت ثلاث فرق في نهائي كأس العالم بقمصانهم البديلة – في 1958 (البرازيل)، 1966 (إنجلترا)، و2010 (إسبانيا)، على الرغم من أن إنجلترا كانت الفريق المضيف في بطولة 1966.
على المستوى الدولي، أحيانًا يرتدي الفريقان القميص البديل في المباراة. تنص قواعد الفيفا على أنه في الحالات الاستثنائية، قد يُطلب من الفريقين من قبل الحكم أو مفوض المباراة ارتداء ألوان مختلفة. يحدث ذلك عادة في مباريات كأس العالم التي يشاهدها عدد كبير من المشاهدين الذين يشاهدون التلفاز بالأبيض والأسود، بحيث تختلف أطقم الفرق في اللون (الفاتح والداكن). كثيرًا ما يتعين على فرق كأس العالم إجراء تغييرات قد تكون غير محتملة في المباريات المحلية أو التي لا تُبث عبر التلفاز. في 1957، استعارت اسكتلندا قمصان الفريق المضيف سويسرا البيضاء لتجنب الاصطدام بالتلفزيون الأبيض والأسود. في 1970، سُمح للمنتخب الإنجليزي ومنتخب تشيكوسلوفاكيا باللعب باللون الأزرق السماوي والأبيض على التوالي، مما تسبب في الارتباك للمشاهدين الذين يشاهدون بالتلفاز الأبيض والأسود وللمدرب الإنجليزي ألف رامسي. عاد المنتخب الإنجليزي إلى ارتداء القمصان الحمراء البديلة ضد ألمانيا الغربية. لعبت هولندا والبرازيل مباراتهما في كأس العالم 1974 بالقميص الأبيض والأزرق الداكن على التوالي بدلاً من اللون البرتقالي والأصفر في اختياراتهم الأولى.
تنص لوائح الفيفا لبطولة كأس العالم 2014 على أنه "يجب أن يكون لدى الفرق قميصين يمكن تمييزهما بوضوح - حيث يكون أحدهما بلون فاتح والآخر بلون داكن".
في كأس العالم 2014، سُمح لمنتخب كرواتيا بارتداء القمصان المخططة باللونين الأحمر والأبيض، بدلاً من اللون الأزرق، ضد البرازيل، فقط بعد أن تقدمت كرواتيا بطلب إلى الفيفا بشأن قرارها الأصلي. لم يُسمح للمنتخب الإنجليزي بارتداء القمصان الحمراء البديلة، وبدلاً من ذلك اضطروا لارتداء اللون الأبيض ضد أوروغواي، بسبب الاصطدام الواضح مع زي الحكام.
قبل بطولة 2014، قررت الفيفا أن زي إسبانيا الأحمر الكامل والزي الأسود البديل لم يكونا كافيين حيث اعتُبر كلاهما لونًا داكنًا. أجبرت الفيفا إسبانيا على إنتاج زي ثالث أبيض. لعبت المباراة بين هولندا وإسبانيا في زي هولندا الأزرق الداكن وزي إسبانيا الأبيض الثالث.
في مرحلة خروج المغلوب في كأس العالم 2018، ارتدى كل من بلجيكا وإنجلترا ألوانهما الاحتياطية من الأصفر والأحمر على التوالي، رغم أن ألوانهما الأساسية من الأحمر ضد الأبيض لم تتعارض. كما ارتدى كل من منتخب الدنمارك وأستراليا أزيائهما الاحتياطية في كأس العالم 2018 المجموعة الثالثة، بعد أن كشف اللاعب الدنماركي توماس ديلاني في مكالمة هاتفية مع محطة إذاعية أنه مصاب بعمى الألوان.

## كرة القدم الأسترالية

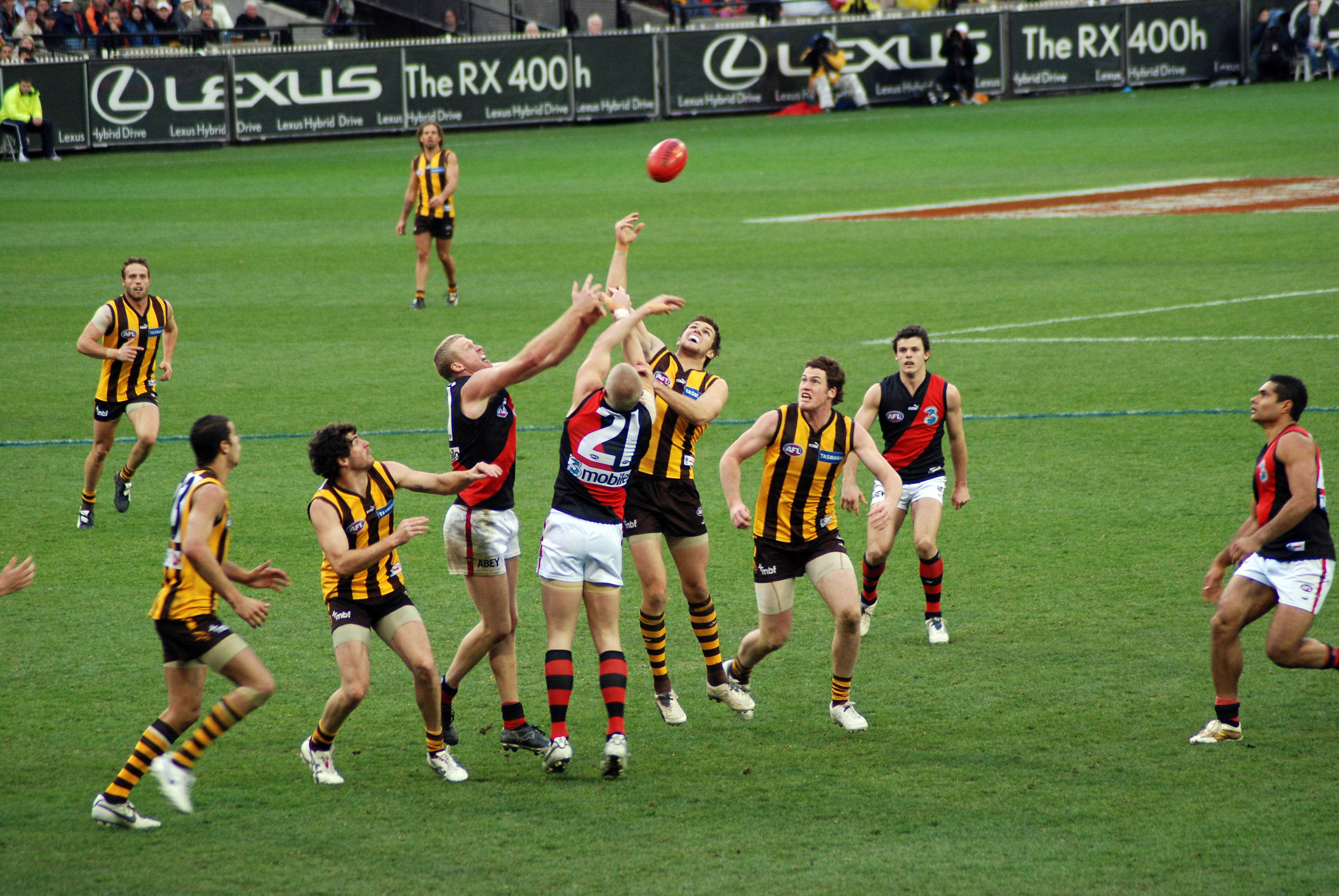
مباراة بين هاوثورن وإسندون في 2007. الفريق المضيف هاوثورن يرتدي السراويل الداكنة، بينما يرتدي الفريق الضيف إسندون السراويل البيضاء

يسمح دوري كرة القدم الأسترالية للفريق المضيف باختيار الألوان التي سيرتديها في المباريات المنزلية خلال موسم المباريات المنزلية والخارجية. تقليديًا في كرة القدم الأسترالية، والتي تم تقديمها لأول مرة في موسم الدوري الفيكتوري 1924، يرتدي الفريق المضيف السراويل الداكنة بينما يرتدي الفريق الضيف السراويل البيضاء. على عكس الرياضات الأخرى، لا يكون مفهوم الألوان الاحتياطية بارزًا، حيث ترتدي الأندية تقليديًا أزيائها الأساسية أسبوعيًا، مع التمييز بين الفريق المضيف والضيف من خلال لون سراويل الفريق. أصبح مفهوم الألوان المنزلية والاحتياطية بارزًا لأول مرة في أواخر الثمانينيات والتسعينيات، عندما كانت الألوان وتصميم القمصان لفريق برسبن بيرز تتعارض مع فريق هاوثورن، مما استلزم الحاجة إلى الفرق لاختيار ألوان احتياطية. جميع الفرق لديها الآن قمصان احتياطية مخصصة، يتم ارتداؤها في المباريات التي تُعتبر فيها قمصان الفرق المضيفة متشابهة جدًا بحيث يصعب التمييز بينها.
غالبًا ما تُستخدم السراويل البيضاء فقط لتمييز بين الفرق المضيفة والضيوف، وقد تم انتقاد ذلك لعدم توفير تمييز كافٍ بين الفرق التي تلعب بألوان أو تصاميم قمصان مشابهة. على سبيل المثال، في عام 2007، تحدث مدرب جيلونغ مارك طومسون عن الحاجة إلى أن تتخذ الرابطة إجراءات لتجنب تصادم القمصان في المباريات المستقبلية بعد مباراة بين جيلونغ وكولينغوود حيث كان من الصعب على المتفرجين التمييز بين خطوط جيلونغ الزرقاء البحرية والبيضاء الأفقية وخطوط كولينغوود السوداء والبيضاء العمودية على الرغم من أن المباراة أُقيمت في ظروف جوية جيدة. وقد حدث هذا مرة أخرى في عام 2019، مما خلق مزيدًا من الجدل بسبب التصادم الذي حدث أساسًا لأن جيلونغ ارتدى السراويل الزرقاء بينما ارتدى كولينغوود السراويل البيضاء. بالإضافة إلى ذلك، في صراع يوم أنزاك 2021، ارتدى كل من كولينغوود وإسندون قمصان أنزاك داكنة اللون، مع التمييز الوحيد بين الفريقين هو سراويل إيسندون البيضاء، مما جعل المتفرجين يجدون صعوبة في التمييز بين الفريقين. وقد حدث هذا مرة أخرى بين الفريقين في يوم أنزاك 2023 حيث ارتدى كلا الفريقين قمصانًا داكنة مع خطوط بيضاء (خطوط كولينغوود البيضاء وأرقام قميص إسندون) وأحمر (وشاح إسندون الأحمر ورعاية كولينغوود من طيران الإمارات وكنتاكي). في بعض الحالات، قد تكون هناك اتفاقات غير رسمية بين الأندية حول تصميمات القمصان التي يجب ارتداؤها لتجنب التصادمات. على سبيل المثال، ادعى رئيس كولينغوود إدي ماغواير أنه قد أبرم اتفاقًا باليد مع رئيس جيلونغ فرانك كوستا في التسعينيات بحيث يرتدي جيلونغ دائمًا السراويل البيضاء وقميصًا أبيض لجميع المباريات بين جيلونغ وكولينغوود، بينما يرتدي كولينغوود السراويل السوداء وقميصًا أسود. وقد تم الكشف عن ذلك بعد مباراة جيلونغ وكولينغوود في 2019.
في نهائي دوري كرة القدم الأسترالي (AFL)، يحق للفريق الذي ينهي الموسم العادي في ترتيب أعلى اختيار الألوان التي سيلعب بها، على أن يتوافق الفريق الأقل ترتيبًا مع هذا الاختيار. ومن الأمثلة على ذلك ما حدث في نهائي دوري كرة القدم الأسترالي 2017 بين الفريق الأول أدلايد والفريق الثالث ريتشموند؛ حيث اختار أدلايد، كفريق أعلى ترتيبًا، أن يرتدي زيّه المحلي، بينما كان يجب على ريتشموند، كفريق أقل ترتيبًا، أن يرتدي زيًا بديلًا باللون الأصفر مع حزام أسود بدلاً من زيّه المعتاد باللون الأسود مع حزام أصفر، حيث تم اعتبار زي أدلايد المحلي متقاربًا مع زي ريتشموند المحلي.

## كرة القاعدة أو البيسبول

### دوري كرة القاعدة الرئيسي
في البداية، كانت الفرق في الدوري الرئيسي للبيسبول تُميز بشكل أساسي من خلال ألوان جواربها. في عام 1882، خصصت رابطة الدوري الوطني ألوانًا مختلفة للجوارب للأندية الأعضاء؛ كما خصصت أيضًا ألوان القمصان والقبعات، ولكن حسب مركز اللاعب بدلاً من النادي.
مع نهاية القرن التاسع عشر، أصبح من الشائع أن ترتدي الفرق زيًّا أبيض في المباريات المحلية، وزيًّا رماديًا في المباريات الخارجية. بعض الفرق استخدمت زيًّا خارجيًا من اللون الأزرق الداكن أو الأسود. كان مثالًا مبكرًا على ذلك هو بروكلين سوبراباس، الذين بدأوا في استخدام نمط أزرق لزيهم الخارجي في عام 1907. كان كلا من زيّ الفريق المحلي والخارجي يحتوي أيضًا على تفاصيل بألوان الفريق.
في عام 1916، كانت قمصان الفريق في زيّهم الخارجي تتضمن خطوطًا بنفسجية مما أعطاها تأثيرًا يشبه الطرطان، وكان نوع آخر من الزي عبارة عن مادة سوداء أو زرقاء داكنة مع الأبيض في تلك الفترة. في عام 1963، غير فريق كانساس سيتي أثليتيكس زيّه المحلي والخارجي إلى الألوان الذهبية والخضراء. بعض الفرق استخدمت اللون الأزرق لزيّها الخارجي من السبعينات حتى أوائل التسعينات.
إلى جانب الحاجة الواضحة لتمييز الفريق عن الآخر، كان يُعتقد تقليديًا أنه من الصعب غسل الأزياء بشكل صحيح أثناء الرحلات الخارجية، وبالتالي ساعدت هذه الالوان في إخفاء التربة المتراكمة. استمر هذا التقليد حتى بعد أن تم إبطال فرضيته الأصلية من خلال إصدار عدة أزياء ونمو صناعة مغسلة الملابس.
عادةً ما يتضمن زي الفريق المحلي اسم الفريق، بينما يتضمن زي الفريق الخارجي اسم المدينة الجغرافية للفريق؛ هناك ثماني فرق استثنائية من هذه القاعدة: تامبا باي رايز، لوس أنجلوس آنجلز لأنهايم، فيلادلفيا فيليز، سانت لويس كاردينالات، واشنطن ناشونالز، ميامي مارلينز، ديترويت تايجرز ونيويورك يانكيز.
يرتدي فريق سانت لويس كاردينالات، فيلادلفيا فيليز، تامبا باي رايز، والأنجلز اسم فريقهم على الزيين المحلي والخارجي، على الرغم من أن سانت لويس كاردينالات الآن يرتدون بدائل (كريمي في المباريات المحلية، أزرق في المباريات الخارجية) مع اسم المدينة. بينما يتضمن زيّ مارلينز المحلي والخارجي اسم المدينة، لكن البديل الأسود يتضمن اسم الفريق. من 1973 إلى 2008، كان بالتيمور أوريولز جزءًا من هذه المجموعة – حيث كان حذف اسم المدينة جزءًا من جهود ناجحة لجذب مشجعين من منطقة واشنطن العاصمة – قبل إعادة "بالتيمور" إلى الزي الخارجي في عام 2009.
يرتدي كل من التايجرز، الناشونالز، واليانكيز شعار القبعة على صدرهم الأيسر في زيّهم المحلي، لكن اسم المدينة في الزي الخارجي.
بالإضافة إلى ذلك، بعض الفرق قد عرضت موقع فريقها بشكل رئيسي على أزيائها سواء في المباريات المحلية أو الخارجية. من الأمثلة على ذلك الرينجرز (2009-2019) والمارلينز، حيث إن زيّهم البديل البرتقالي هو الوحيد من بين أربعة أزياء للفريق الذي يتضمن اسم الفريق بدلاً من اسم المدينة أو الولاية. بعض الفرق لها زيًّا بديلًا محليًا يتضمن الموقع مثل كولورادو روكيز وسانت لويس كاردينالات. ارتدى فريق البريورز قميصًا بحريًا مع كلمة "ميلواكي" على الجبهة بشكل متكرر في المباريات المحلية والخارجية من 2015-2019، في حين أن لوس أنجلوس دودجرز قد ارتدى زيًّا رماديًا بديلًا يتضمن اسم الفريق بدلاً من اسم المدينة في معظم المباريات الخارجية منذ عام 2014.

## كرة السلة

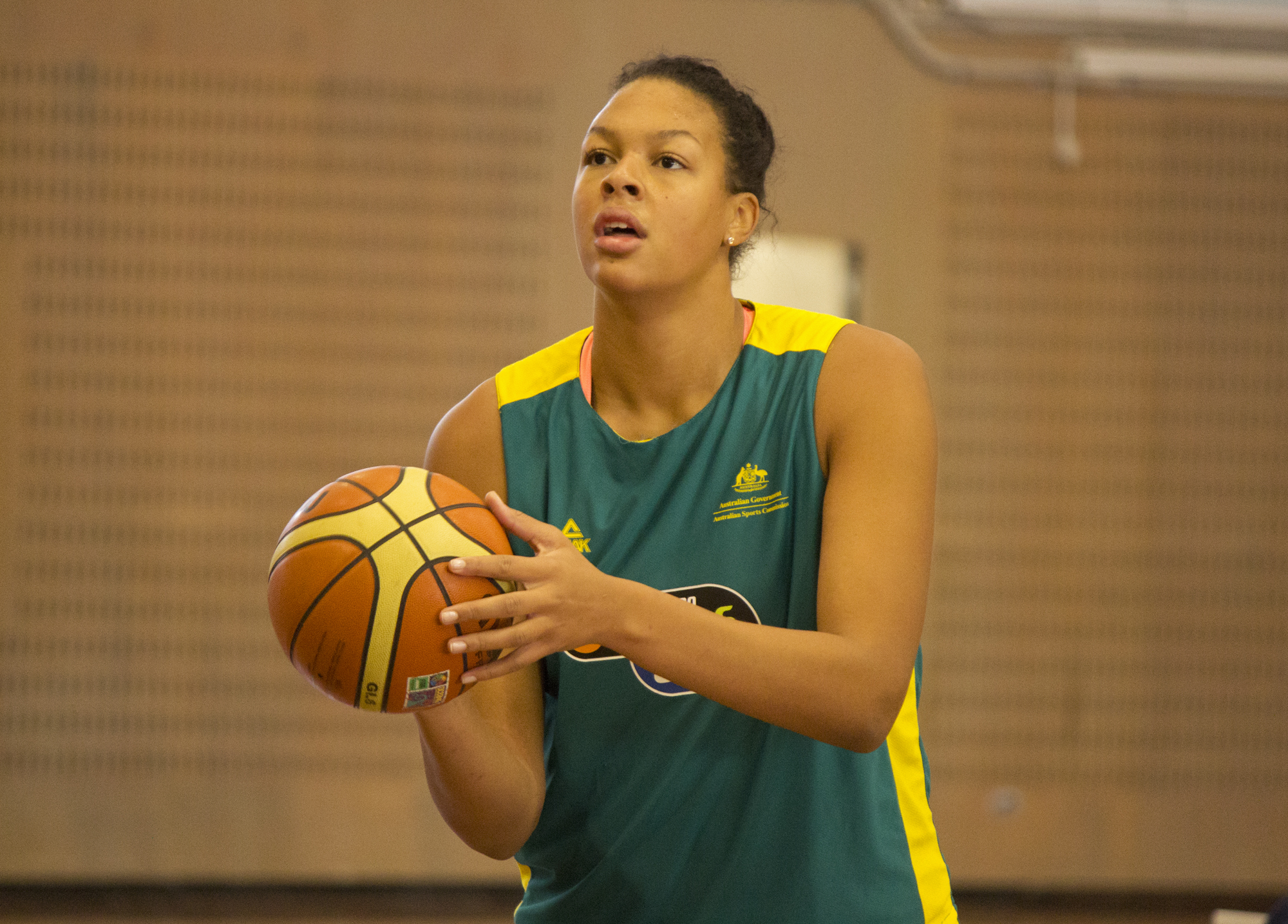
ليز كامباجي في الزي الاحتياطي لأستراليا

حتى موسم 2017–18، كانت قواعد الرابطة الوطنية لكرة السلة (NBA) تنص على أنه يجب على الفريق المضيف ارتداء قمصانه الفاتحة دائمًا، بينما يرتدي الفريق الزائر قمصانه الداكنة ما لم يتم الموافقة على خلاف ذلك. كانت معظم قمصان الفرق المضيفة بيضاء، مع بعض الاستثناءات، مثل لوس أنجلوس ليكرز، الذين يرتدون الأصفر في المباريات المنزلية (على الرغم من أنه في عام 2002، تكريمًا لتشيك هيرن، قدمت جيني باس قميصًا أبيض كزي ثالث، يتم ارتداؤه في المباريات المنزلية). ولكن، وفقًا لهذه القاعدة، كانت الأزياء الخارجية مطلوبة في كل مباراة في الـNBA. تختلف الألوان الداكنة التي يرتديها الفريق الزائر في المباريات الخارجية بشكل كبير بين الفرق.
بدءًا من موسم 2017–18، أصبح بإمكان الفريق المضيف تحديد ما إذا كان سيرتدي قميصًا فاتح اللون أو داكن اللون. يجب على الفريق الزائر ارتداء قميص يتناقض بشكل كافٍ، سواء كان أبيضًا أو لونًا داكنًا آخر.
استخدام الأزياء المصممة خصيصًا لمباريات عيد الميلاد في الـNBA في عام 2012 أدى إلى عدة مواجهات "لون ضد لون".
في الرابطة الوطنية لرياضة الجامعات الدرجة الأولى كرة السلة الجامعية، يرتدي الفريق المضيف تقريبًا زيًا أبيض في جميع الحالات، بينما يرتدي الفريق الزائر ألوانًا داكنة. توجد استثناءات مثل ميشيغان ولفرينز وإل إس يو تايجرز وميسوري تايجرز وويست فيرجينيا ماونتينيرز الذين يرتدون الأصفر في المنزل، أو إلينوي فايتينغ إليناي الذين يرتدون البرتقالي في المنزل، أو كانساس ستيت وايلد كاتس الذين يرتدون اللافندر، إذا كان ذلك يتباين بما فيه الكفاية مع زي الفريق الزائر.

## الكريكيت

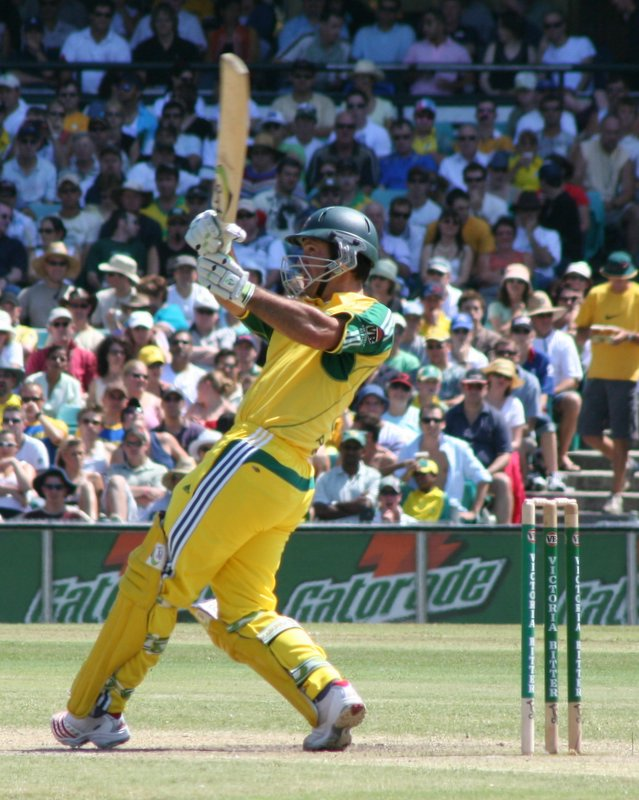
ريكي بونتنغ في زي أستراليا الاحتياطي

تعد الأطقم الخارجية تطورًا حديثًا في الكريكيت، وكذلك الملابس الملونة بشكل عام؛ حيث كان الكريكيت يُلعب بالملابس البيضاء طوال معظم تاريخه. كانت أول مباراة احترافية تُلعب بالملابس الملونة في كأس العالم للكريكيت في أستراليا عام 1979. وكانت أول بطولة استخدمت الأطقم الملونة هي بطولة 1992.
يستخدم فريق إنجلترا زيًا واحدًا لجميع المباريات المحلية والخارجية في المباريات الدولية. كما يستخدم فريق الهند زيًا أزرق فاتح في كلا النوعين.
أما أستراليا، تستخدم زيًا أخضر للمباريات المحلية، وزيًا أصفر للمباريات الخارجية، وزيًا أسود للمباريات في توينتي 20. الزي المحلي هو نفس لون قبعةالباغي غرين الشهيرة التي يرتديها لاعبو الكريكيت الأستراليون في المباريات الاختبارية، لكن الزي الأصفر الخارجي غالبًا ما يرتديه الفريق الأسترالي في المباريات المحلية.

## هوكي الجليد

### دوري الهوكي الوطني
في دوري الهوكي الوطني (NHL)، يُطلب من كل فريق أن يكون لديه تصميمان للزي: واحد باللون الأبيض (أو أحيانًا لون فاتح)، وآخر بلون داكن. من موسم 1970–71 إلى موسم 2002–03، كانت الفرق في NHL ترتدي الألوان البيضاء أو الصفراء في المباريات المحلية والألوان الداكنة في المباريات الخارجية. عندما تم تقديم برنامج القميص الثالث في موسم 1995–96، ارتدت بعض الفرق قمصانًا ثالثة في المباريات المحلية، مما أدى إلى ضرورة ارتداء الفريق الزائر الزي الأبيض. تم إصلاح هذه المشكلة في بداية موسم 2003–04، حيث بدأت الفرق في NHL بارتداء اللون الداكن في المباريات المحلية واللون الأبيض في المباريات الخارجية؛ هناك استثناءات نادرة للمباريات الفردية. العنصر الوحيد الذي يسمح به قواعد NHL بأن يكون قابلًا للتبادل بين الزيين هو السراويل.
في الدوريات الأدنى، كانت الفرق تاريخيًا ترتدي الألوان الفاتحة (البيضاء أو الصفراء) في المباريات المحلية والألوان الداكنة في المباريات الخارجية.
كانت القمصان الأصلية في الهوكي سترات محبوكة بشكل كثيف. كانت بألوان فاتحة للمباريات المحلية وألوان داكنة للمباريات الخارجية. السبب في أن السترات الداكنة كانت جزءًا من زي "الطريق" هو إخفاء الأوساخ التي تراكمت على السترات. لم تكن السترات تُغسل خلال الرحلات الخارجية. كانت السترات الفاتحة أو البيضاء هي "الزي المحلي" حيث كان الفريق الزائر يرتدي السترات الداكنة. يتناسب هذا التقليد مع الحاجة إلى التمييز بين "المحلي/الخارجي" للتلفزيون بالأبيض والأسود.

## كرة الشبكة
تستخدم فرق جامايكا وأستراليا الألوان البديلة، وهما فريقان دوليان من الطراز الأول يملكان أطقمًا صفراء. الزي البديل لجامايكا بالكامل أسود، بينما زي أستراليا بالكامل أخضر. عندما يلتقي الفريقان، يتغير زي أحدهما عادةً ولكن كانت هناك مباريات مثل اختبار 2011 حيث ارتدى كل فريق زيًا أصفر بشكل رئيسي، مع ارتداء جامايكا تنورة سوداء.
تستخدم الألوان البديلة أيضًا حيثما يتطلب الأمر في دوري ANZ الأسترالي.

## اتحاد الرجبي

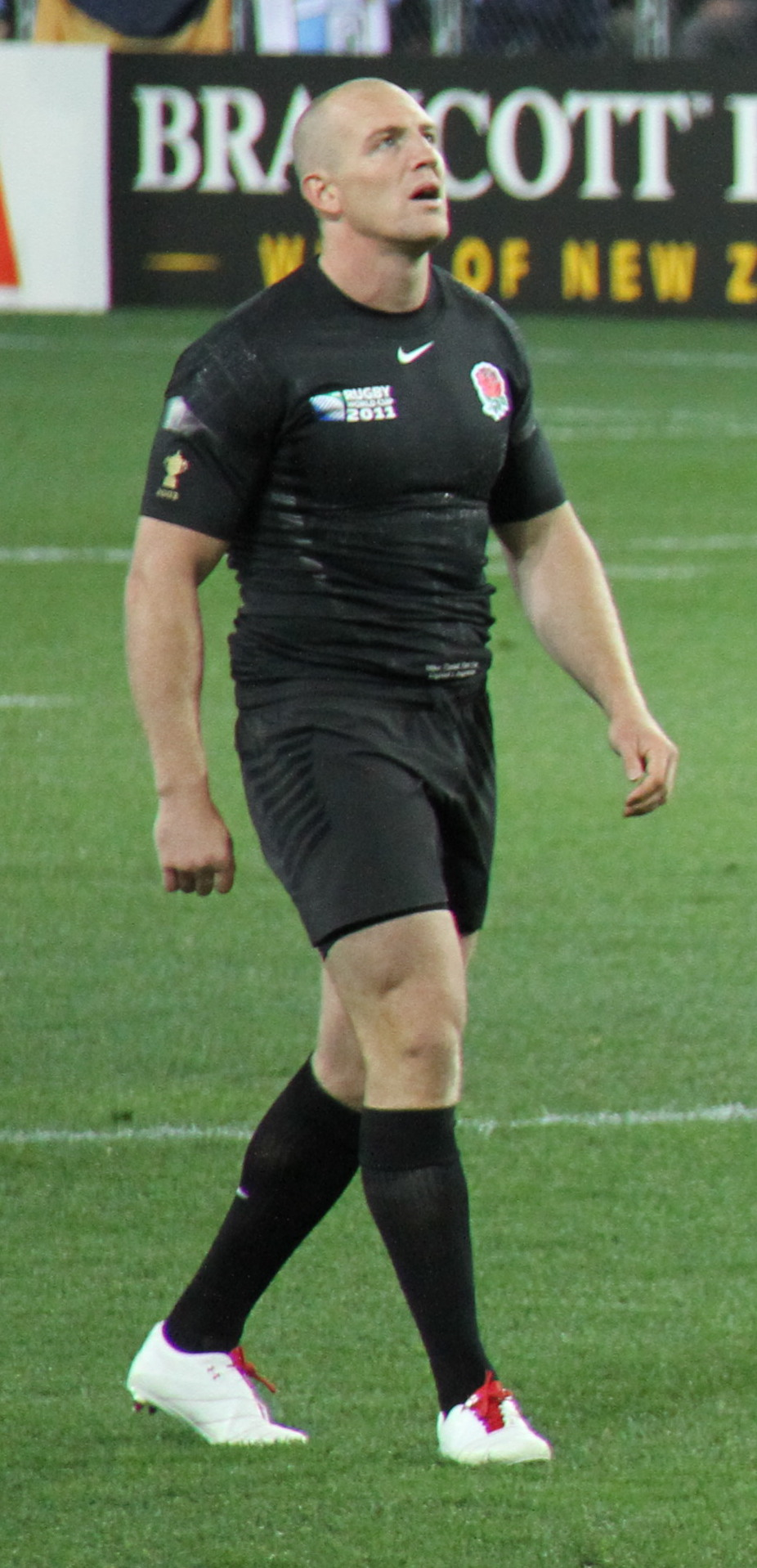
مايك تيندال مرتديًا زي منتخب إنجلترا الأسود في كأس العالم للرجبي 2011

من التقليدي في الرجبي (كما كان الحال في كرة القدم قبل عام 1921) أن يغير الفريق المضيف زيه في حالة حدوث تعارض. ويرجع ذلك جزئيًا إلى فرق كانت تقوم بجولات دولية؛ كان من الأسهل للفريق المضيف الحصول على زي بديل. لا تنص قواعد الاتحاد الدولي للرجبي الخاصة بالجولات على ذلك بشكل صريح: إن المسؤولية تقع على عاتق الرئيس التنفيذي للاتحاد أو ممثله "لحل المسألة"، ولكن "في غياب أي اتفاق بخلاف ذلك، يحق للفريق المضيف ارتداء زيه المنزلي." في مسابقات الاتحاد الإنجليزي للرجبي من المستوى 3 إلى 5، إذا كان هناك تعارض يجب على الفريق الزائر تغيير زيّه.
في كأس العالم للرجبي، يتم تحديد تعارض الألوان عن طريق قرعة لاختيار الزى الأول. في ربع نهائي كأس العالم 2007 بين فرنسا ونيوزيلندا، كان زي فرنسا المصمم حديثًا باللونين الأزرق الداكن والأسود، وكان يتعارض مع زي نيوزيلندا الأسود. فازت فرنسا في القرعة، وارتدى منتخب نيوزيلندا القمصان الفضية في المباراة في كارديف. ومع ذلك، في نهائي كأس العالم للرجبي 2011 بين الفريقين، فازت فرنسا بالقرعة واختارت اللعب في زيها الأبيض البديل. قال مدير فريق فرنسا جو ماسو إن هذا القرار كان بسبب "الترحيب الذي تلقوه من شعب نيوزيلندا، والتنظيم الخالي من العيوب للبطولة، والشرف والسرور في اللعب... [في] إيدن بارك".
ارتدى منتخب إنجلترا زيًا بديلًا باللون الأسود في كأس العالم للرجبي 2011، مما أثار الجدل في الدولة المضيفة، حيث أن اللون الأسود هو اللون المنزلي لنيوزيلندا. ارتدى الفريق الإنجليزي هذا الزي في مباراة واحدة من البطولة ضد الأرجنتين. انتقد البعض الفريق الإنجليزي بسبب تغيير زيّهم البديل بشكل غير ضروري وبشكل متكرر كـ "حيلة تسويقية". من جهة أخرى، نادرًا ما يرتدي منتخب أستراليا زيًا بديلًا إلا في مواجهة رومانيا؛ كان من المقرر أن يرتدي الفريق قميصًا أبيض في 2011.
في الرجبي الدولي، تنشأ الحاجة إلى الأطقم البديلة في الغالب في بطولة الأمم الست، حيث أن اسكتلندا وفرنسا وإيطاليا جميعها تلعب بظلال مختلفة من اللون الأزرق. تتخذ البطولة شكل جولة واحدة على شكل روبن، وتُجدول بحيث تلعب كل من الفرق الثلاثة المذكورة مع أحد الفريقين الآخرين في أرضه والآخرى خارجها في موسم معين. وبالتالي، هذا يعني أن كل فريق من هذه الفرق الثلاثة سيلعب مباراة منزلية في زي بديل. تقليديًا كانت هذه الأزياء بيضاء، ولكن في بطولة الأمم الست 2015 اعتمدت اسكتلندا وفرنسا اللون الأحمر كونه لونهما البديل.

## القواعد الدولية
يتكامل زي أيرلندا الأخضر مع زيين بديلين، أحدهما باللون الأبيض والآخر باللون الأزرق الداكن.

## روابط خارجية
- Galleries of historical soccer kits: English clubs & Scottish clubs
- True Colours Football Kits history site